# Praszka
Praszka är en stad och kommun i Powiat oleski i Opole vojvodskap i södra Polen. Staden ligger nära Gorzów Śląski och är den nordligaste staden i distriktet.